# LGA 1155
LGA 1155, chiamato anche Socket H2, è un socket di Intel del 2011 che supporta processori basati sulle microarchitetture Sandy Bridge ed Ivy Bridge.
Il socket 1155 dispone di 1155 contatti elettrici, ed è il successore del socket LGA 1156. I processori socket LGA1155 non sono compatibili né elettricamente né meccanicamente con il socket LGA1156, mentre i sistemi di dissipazione termica sono retrocompatibili.
Il supporto integrato con le periferiche USB 3.0 è presente nei chipset Z75, Z77, H77, Q75, Q77 e B75.
I processori che utilizzano questo socket sono i Celeron Dual Core, Pentium Dual Core, Core i3, i5 e i7.
Il socket è rimasto in produzione fino al 2014 quando è stato sostituito dall'LGA 1150.

## Chipset per Sandy Bridge
I chipset per Sandy Bridge ad eccezione di Q65, Q67 e B65 sono compatibili sia con Sandy Bridge che Ivy Bridge attraverso un aggiornamento del BIOS. I processori Sandy Bridge ufficialmente supportano memorie fino a DDR3-1333.
Il chipset H61 supporta solamente un banco di memoria DIMM doppia faccia per canale, ed è quindi limitato a 16GB massimi di RAM, invece dei 32GB degli altri. Su schede madri a quattro banchi si possono installare solamente quattro DIMM singola faccia.

## Chipset per Ivy Bridge
Tutti i chipset Ivy Bridge supportano processori sia Sandy Bridge che Ivy Bridge. I processori basati su Ivy Bridge hanno supporto ufficiale fino a una velocità della memoria DDR3-1600.